# Guerra Sâmia
A Guerra Sâmia, também conhecida como Revolta de Samos, foi um conflito militar ocorrido na Grécia Antiga durante os anos 440-439 a.C, entre as cidades-estado (pólis) de Atenas e Samos. A guerra foi iniciada com a intervenção ateniense numa disputa entre Samos e Mileto. Quando os sâmios se recusaram a interromper seus ataques a Mileto, como haviam sido ordenados, os atenienses expulsaram o governo oligárquico de Samos e estacionaram uma guarnição na cidade; os oligarcas, no entanto, logo voltaram, com o apoio persa.
Uma frota ateniense ainda maior foi então despachada para reprimir estes tumultos. Inicialmente, esta frota derrotou os sâmios e cercou a cidade, porém Péricles, que a comandava, foi obrigado a movimentar uma parte considerável da frota ao descobrir que a frota persa estava se aproximando pelo sul. Embora os persas eventualmente tenham recuado antes do encontro entre as duas frotas, a ausência da maior parte da frota ateniense permitiu que os sâmios expulsassem as tropas que ainda sitiavam a cidade, e por duas semanas conseguiram controlar o mar em torno da ilha; com o retorno de Péricles, no entanto, os atenienses novamente cercaram e sitiaram Samos; a cidade acabou por se render nove meses mais tarde. Sob os termos desta rendição, os sâmios foram obrigados a derrubar suas muralhas, entregar reféns, abrir mão de sua frota, e pagar uma indenização a Atenas pelos 26 anos seguintes.
No decorrer da guerra, os sâmios apelaram aos espartanos por auxílio; estes, inicialmente inclinados a atender ao pedido, foram impedidos de fazê-lo pela falta de disposição dos coríntios em participar de um conflito com Atenas a aquela determinada altura. Em 433 a.C., quando a Córcira pediu ajuda a Atenas contra Corinto, os coríntios lembraram aos atenienses a boa vontade que haviam mostrado nesta ocasião.

## Prelúdio e conflito
Em 440 a.C. a ilha de Samos estava em guerra com Mileto pelo controle de Priene, uma antiga cidade da Jônia, a sudeste do monte Micale. Derrotados na guerra, os milésios procuraram Atenas com graves acusações contra os sâmios. Mileto estava fraca, militarmente, depois de ter sido obrigada a se desarmar e pagar tributo por ter se rebelado duas vezes contra o jugo ateniense, a primeira vez na década de 450 a.C. e a segunda em 446 a.C.; Samos, enquanto isso, era um dos três estados ainda totalmente independentes na Liga Délia. Os atenienses, por motivos que os estudiosos continuam a debater - alguns acreditam que os atenienses foram influenciados por um desejo de proteger a democracia milésia contra os oligarcas sâmios, enquanto outros crêem que eles estavam preocupados com a credibilidade de seu governo se não conseguissem proteger um estado que eles próprios haviam desarmado — realizaram então uma intervenção militar, a pedido de Mileto. Uma fronta de quarenta trirremos, comandada por Péricles, foi enviada a Samos; Péricles estabeleceu ali uma democracia e, após levar 100 reféns para a ilha de Lemnos e deixar uma guarnição estacionada em Samos, retornou a Atenas. Tudo isto foi obtido com considerável facilidade, e, em comparação com a dura resistência oferecida pelos sâmios posteriormente, sugere que eles não estavam esperando uma resposta tão contundente dos atenienses.